# モーリス・グリーン (陸上選手)
モーリス・グリーン（Maurice Greene, 1974年7月23日 - ）は、アメリカ合衆国カンザス州カンザスシティ出身の元短距離陸上選手で男子100mの元世界記録保持者。HSI（ハドソン・スミス・インターナショナル）所属。スポンサー：アディダス、身長176cm、体重80kg。スタート方法は右前バンチスタートのミディアムで腕はワイドタイプ。前半逃げ切り型。ピッチ型。

## 来歴
4歳上の兄アーネストの影響により小学4年のころからスプリントをはじめる。当時指導を受けていたコーチの勧めにより1つ上の学年のレースに出場して優勝。
しかし高校に進学するようになるとあまりいい結果は残せず、州の大会で優勝する程度にとどまっていた。高校卒業後も怪我により思うように記録は伸びず、カンザスシティ短大からパーク大に転校し、最終的にはナイキ・セントラルへと所属を転々としていた。21歳(1995年)のときに全米選手権で2位に入りイェーテボリ世界選手権に出場するも2次予選で敗退。ハンバーガーショップの店員・倉庫番・競争犬の世話などのアルバイトで生計を立てるという苦しい選手生活を送る中、怪我の影響で翌年の1996年アトランタオリンピックの出場権も逃してしまう。
そのアトランタオリンピックにおけるドノバン・ベイリー(カナダ)の世界新記録（当時）での優勝を目の当たりにし、故郷カンザスと幼少のころからのコーチであったアル・ボブソンの元を離れる決心をする。そして、ロサンゼルスで現コーチであるジョン・スミスに出会いHSI入り。
これが転機となり急成長を遂げ、無名のまま出場した1997年アテネ世界選手権では大本命と目された前回のチャンピオン、ドノバン・ベイリーを序盤からリードし、9秒86の大会タイ記録（当時）で優勝。大きな注目を浴びる。
1998年にはマドリードで行われた室内選手権の男子60mにおいて6秒39の世界記録を樹立。続く1999年6月16日のアテネ国際グランプリ100mにおいては当時の世界記録9秒84を100分の5秒短縮する9秒79という驚異的な世界新記録（当時）を樹立し、人類で初めて100mを公式に9秒7台で走った男となった。奇しくもこのタイムは11年前にカナダのベン・ジョンソンが1988年ソウルオリンピックで記録した幻の記録と同タイムであった。しかもこのときの記録は追い風0.1m/sというほぼ無風状態でのものであった。なお、この記録は2005年6月14日にアサファ・パウエルが更新するまでの約6年間世界記録として公認された。ただし、2002年9月14日にティム・モンゴメリが後にドーピング違反で抹消される記録9秒78をマークしたため、これ以降は世界記録として扱われず、実際にパウエルに更新されるまでの約3年間は後年の見解で「結果として世界記録を保持し続けていた」状態となっている。また、同様にこの記録2008年6月28日にタイソン・ゲイが9秒77をマークするまでの約9年間はアメリカ記録としても
残っていたが、前述のモンゴメリの記録が公認されていた2002年9月14日から2005年12月までと、ジャスティン・ガトリンが同じくドーピング違反で後に抹消される記録9秒77をマークした2006年5月12日から抹消される同年8月23日まではアメリカ記録としては扱われず、「結果的にアメリカ記録を保持し続けていた」状態で、1度のパフォーマンスで3回アメリカ記録の認定を受けることとなった。
世界記録を出したそのままの勢いで出場した1999年8月のセビリア世界選手権においてはブルニー・スリン(カナダ)の9秒84という前世界記録に並ぶ好タイムを振り切り9秒80という大会新（当時）で優勝。同大会200mと、アンカーを務めた4×100mRでも優勝し、この大会3冠に輝いた。この大会には余談がある。セビリア空港でマスコミの取材を受けていたとき、チームメイトのラリー・ウェイドの鞄を持って行こうとした男がいた。グリーンはウェイドと共にその男を追いかけ、見事その俊足で置き引きを捕らえたのである。
そしてついに2000年シドニーオリンピック100mでは9秒87の好タイムで圧勝。念願のオリンピック金メダルを手にした。4×100mRでも優勝し、大会2冠を達成。2001年のエドモントン世界選手権においても、80m付近で肉離れを起こし、足を引きずりながら9秒82で優勝。しかしこれを最後に世界大会の表彰台からは遠のくことになる。
2003年のパリ世界選手権には故障を抱えながらもワイルドカード（前大会優勝者が条件を満たさなくても得られる出場権）を使い強行出場。結果、準決勝で肉離れを起こし減速、8着で準決勝敗退という無残な結果に終わった。さらにこの年バイク事故を起こし骨折。度重なる不運に見舞われた。
2004年には一時復活を遂げ、全米選手権に優勝し、アテネオリンピックに出場。9秒87の好タイムをマークし、銅メダルを獲得。4×100mRではアンカーを務め、メンバーのバトンミスもあってイギリスのマーク・ルイス＝フランシスを捉えることが出来なかったものの、銀メダルを獲得したのだが、翌2005年の全米選手権決勝ではレース中左太ももを痛め、途中棄権。ヘルシンキ世界選手権の代表権を逃してしまう。同世界選手権では4×100mRにエントリーしたが、1走と2走の間のバトンミスによりアンカーであった彼は走ることが出来なかった。
2008年の北京オリンピックを目前にした同年2月4日、現役引退を表明した。

## 特徴
レースパターンは先行逃げ切り型。とはいえスタートで抜け出して後半で他選手に迫られながらフィニッシュというパターンとは違い、スタート後中盤まででリードを作り、それを維持する形でフィニッシュする。つまり全局面でイーブンに力を発揮するという新しいパターンである。
このスタイルはHSIチームの特徴でメンバー全員の目標とされているものである。パワーを持続的に発揮するために100mを後述する3区間に区切り、システマチックに走法を変化させるとしている。
ドライブフェーズ飛び出し角35度でスタートし、顎を引き頭を下げた姿勢を維持する加速区間（スタート～約20m地点まで）。瞬発力に優れる大腿直筋群（膝を伸ばす筋肉、大腿四頭筋、下腿三頭筋等）を最大限に活用すると同時に、持続力があり後半必要となるハムストリング（大腿二頭筋等）を温存する。
トランジッション20m地点から40m地点まで。徐々に上体を起こしていく。二つの局面を滑らかにつなぐ遷移区間。
スプリントフェーズ前半温存していたハムストリングを使い、最高スピードへと到達する(瞬間では42km/hにも達する)疾走区間。ハムストリングの他に深腹筋群（ここでは主に大腿骨と脊柱を結ぶ筋肉で大腰筋、腸骨筋等）の活用もポイントとなる。この筋群を強化することにより、後脚のリカバリーを速くし、失速を抑える。強靭な腹筋を得るためにHSIでは1日に500回以上の腹筋トレーニングのノルマが課せられるという。

## 主な成績
| 年   | 大会                       | 場所                        | 種目    | 結果    | 記録   |
| ---- | -------------------------- | --------------------------- | ------- | ------- | ------ |
| 1995 | 世界室内陸上競技選手権大会 | バルセロナ（スペイン）      | 60m     | 4位     | 6秒59  |
| 1995 | 世界陸上選手権             | イェーテボリ (スウェーデン) | 100m    | 6位(qf) | 10秒35 |
| 1995 | 世界陸上選手権             | イェーテボリ (スウェーデン) | 4×100mR | DNF     | -      |
| 1997 | 世界陸上選手権             | アテネ（ギリシャ）          | 100m    | 1位     | 9秒86  |
| 1997 | 世界陸上選手権             | アテネ（ギリシャ）          | 4×100mR | DNF     | -      |
| 1999 | 世界室内陸上選手権         | 前橋（日本）                | 60m     | 1位     | 6秒42  |
| 1999 | 世界陸上選手権             | セビリア（スペイン）        | 100m    | 1位     | 9秒80  |
| 1999 | 世界陸上選手権             | セビリア（スペイン）        | 200m    | 1位     | 19秒90 |
| 1999 | 世界陸上選手権             | セビリア（スペイン）        | 4x100mR | 1位     | 37秒59 |
| 1999 | IAAFグランプリファイナル   | ミュンヘン（ドイツ）        | 200m    | 2位     | 19秒90 |
| 2000 | オリンピック               | シドニー（オーストラリア）  | 100m    | 1位     | 9秒87  |
| 2000 | オリンピック               | シドニー（オーストラリア）  | 4x100mR | 1位     | 37秒61 |
| 2001 | 世界陸上選手権             | エドモントン（カナダ）      | 100m    | 1位     | 9秒82  |
| 2003 | 世界陸上選手権             | パリ (フランス)             | 100m    | 7位(sf) | 10秒37 |
| 2004 | オリンピック               | アテネ（ギリシャ）          | 100m    | 3位     | 9秒87  |
| 2004 | オリンピック               | アテネ（ギリシャ）          | 4x100mR | 2位     | 38秒08 |
| 2005 | 世界陸上選手権             | ヘルシンキ (フィンランド)   | 4×100mR | DNF     | -      |

## 記録
- 50m：5秒56　（1999年2月13日、世界最高記録タイ）
- 60m：6秒39　（1998年2月3日・2001年3月3日、世界歴代2位）
- 100m：9秒79　（1999年6月16日、世界歴代11位）
- 200m：19秒86　（1997年7月7日）

なお、100mでは9秒台を51回記録しており（その他にローリングスタート、風速計故障、それぞれ1回ずつ9秒台で走っている）、アサファ・パウエル（97回）、ジャスティン・ガトリン（62回）に次ぐ史上3位の記録である。